# Sita Ram Goel
Sita Ram Goel (1921-2003), autor y editor indio. Nació en 1921 en Haryana. Estudió historia en la universidad de Delhi. Escribió muchos libros. En algunos trabajos criticó el comunismo, el islam y el cristianismo.

## Obra
- Hindu Society under Siege (1981, revised 1992) ISBN 81-85990-67-0
- The Story of Islamic Imperialism in India (1982; second revised edition 1994) ISBN 81-85990-23-9
- How I Became a Hindu (1982, enlarged 1993) ISBN 81-85990-05-0 [5]
- Defence of Hindu Society (1983, revised 1987) ISBN 81-85990-24-7
- The Emerging National Vision (1983)
- History of Heroic Hindu Resistance to Early Muslim Invaders (1984; 2001) ISBN 81-85990-18-2
- Perversion of India's Political Parlance (1984) ISBN 81-85990-25-5
- Saikyularizm, Râshtradroha kâ Dûsrâ Nâm (Hindi: "Secularism, another name for treason", 1985)
- Papacy, Its Doctrine and History (1986)
- The Calcutta Quran Petition by Chandmal Chopra and Sita Ram Goel (1986, enlarged 1987 and again 1999) ISBN 81-85990-58-1
- Muslim Separatism - Causes and Consequences (1987) ISBN 81-85990-26-3
- Catholic Ashrams, Adapting and Adopting Hindu Dharma, edited by S.R. Goel (1988, enlarged 1994 with new subtitle: Sannyasins or Swindlers?), ISBN 81-85990-15-8.
- History of Hindu-Christian Encounters (1989, enlarged 1996), ISBN 81-85990-35-2.
- Hindu Temples - What Happened to Them (1990 vol. 1 ISBN 81-85990-49-2; 1991 vol. 2 ISBN 81-85990-03-4, enlarged 1993).
- Genesis and Growth of Nehruism (1993).
- Jesus Christ: An Artifice for Aggression (1994).
- Time for Stock-Taking (1997), (critical of the RSS and BJP)
- Preface to the reprint of Mathilda Joslyn Gage: Woman, Church and State (1997, ca. 1880), (feminist critique of Christianity)
- Vindicated by Time: The Niyogi Committee Report (edited by S.R. Goel, 1998), a reprint of the official report on the missionaries' methods of subversion and conversion (1955)
- Freedom of expression - Secular Theocracy Versus Liberal Democracy (1998, edited by Sita Ram Goel) ISBN 81-85990-55-7
- India’s only communalist: In commemoration of Sita Ram Goel; Edited by Koenraad Elst; Voice of India, New Delhi. (2005)